# 诺伊恩基兴 (奥斯纳布吕克县)
诺伊恩基兴（德語：Neuenkirchen，發音：[ˈnɔʏənˌkɪʁçn̩] ⓘ）是德国下萨克森州的市镇，属于奥斯纳布吕克县。该市镇总面积为57.51平方千米，2023年12月31日总人口为4,650人。